# Salvia turneri
Salvia turneri là một loài thực vật có hoa trong họ Hoa môi. Loài này được Ramamoorthy miêu tả khoa học đầu tiên năm 1996 publ. 1997.